# Gabriel Ángel Villa Vahos
Gabriel Ángel Villa Vahos (Sopetrán, 17 giugno 1962) è un arcivescovo cattolico colombiano, dall'11 febbraio 2020 arcivescovo metropolita di Tunja e dal 2 luglio 2024 vicepresidente della Conferenza Episcopale della Colombia.

## Biografia

### Formazione e ministero sacerdotale
Dopo aver compiuto gli studi filosofici e teologici nel seminario maggiore di Santa Rosa de Osos, ha conseguito la licenza in teologia dogmatica presso la Pontificia Università Gregoriana di Roma.
È stato ordinato sacerdote il 25 ottobre 1989.
Tra i vari incarichi ricoperti, è stato dal 2003 al 2006 rettore del seminario maggiore diocesano Santo Tomás de Aquino, dal 2006 al 2009 direttore del dipartimento per i ministeri della Conferenza Episcopale colombiana, Amministratore diocesano di Santa Rosa de Osos dal 16 dicembre 2010 al 27 agosto 2011 e, dal 2011, direttore del dipartimento per le vocazioni e i ministeri del Consiglio Episcopale Latinoamericano (CELAM).

### Ministero episcopale

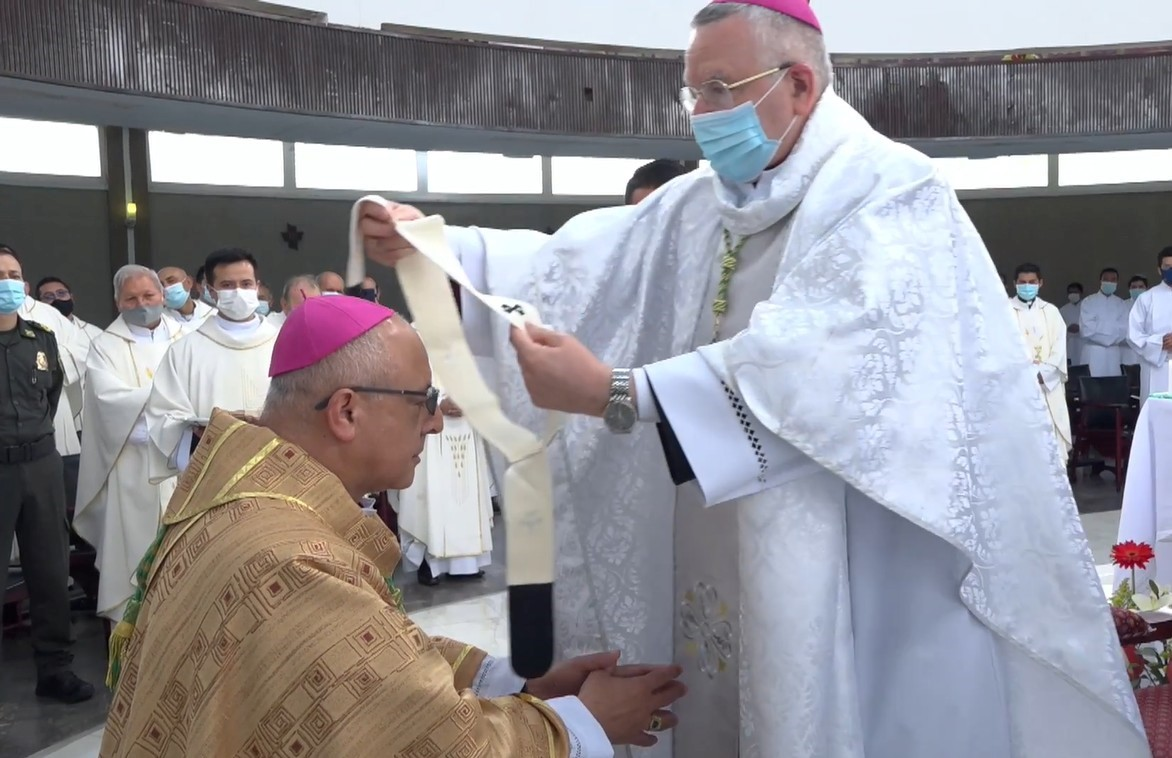
Imposizione del pallio arcivescovile a Villa Vahos

Il 15 maggio 2014 papa Francesco lo ha nominato vescovo di Ocaña. Ha ricevuto l'ordinazione episcopale il 26 luglio successivo presso la cattedrale di Santa Rosa de Osos dall'arcivescovo Ettore Balestrero, nunzio apostolico in Colombia, co-consacranti il vescovo di Santa Rosa de Osos Jorge Alberto Ossa Soto e l'arcivescovo di Medellín Ricardo Antonio Tobón Restrepo. Ha preso possesso della diocesi il 15 agosto successivo.
Nel 2018 ha preso parte alla XV assemblea generale ordinaria del sinodo dei vescovi, svoltasi dal 3 al 28 ottobre, dal tema "I giovani, la fede e il discernimento vocazionale".
L'11 febbraio 2020 papa Francesco lo ha nominato arcivescovo metropolita di Tunja. Ha preso possesso dell'arcidiocesi il 24 marzo successivo. Ha ricevuto il pallio l'8 maggio 2021 dal nunzio apostolico in Colombia Luis Mariano Montemayor.
Il 2 luglio 2024 è stato eletto vicepresidente della Conferenza Episcopale della Colombia.

## Genealogia episcopale
La genealogia episcopale è:
- Cardinale Scipione Rebiba
- Cardinale Giulio Antonio Santori
- Cardinale Girolamo Bernerio, O.P.
- Arcivescovo Galeazzo Sanvitale
- Cardinale Ludovico Ludovisi
- Cardinale Luigi Caetani
- Cardinale Ulderico Carpegna
- Cardinale Paluzzo Paluzzi Altieri degli Albertoni
- Papa Benedetto XIII
- Papa Benedetto XIV
- Cardinale Enrico Enriquez
- Arcivescovo Manuel Quintano Bonifaz
- Cardinale Buenaventura Córdoba Espinosa de la Cerda
- Cardinale Giuseppe Maria Doria Pamphilj
- Papa Pio VIII
- Papa Pio IX
- Cardinale Gustav Adolf von Hohenlohe-Schillingsfürst
- Arcivescovo Salvatore Magnasco
- Cardinale Gaetano Alimonda
- Cardinale Agostino Richelmy
- Vescovo Giuseppe Castelli
- Vescovo Gaudenzio Binaschi
- Arcivescovo Albino Mensa
- Cardinale Tarcisio Bertone, S.D.B.
- Arcivescovo Ettore Balestrero
- Arcivescovo Gabriel Ángel Villa Vahos